# Мы так любили друг друга
«Мы так любили друг друга» (итал. C'eravamo tanto amati) — итальянский драматический фильм 1974 года режиссёра Этторе Скола. Фильм получил ряд призов на международных кинофестивалях и впоследствии был внесён в список 100 итальянских фильмов, которые нужно сохранить, от послевоенных до 1980-х годов.
Главный приз Московского международного кинофестиваля 1975 года.

## Сюжет
В фильме рассказывается тридцатилетняя история о трёх товарищах, которые познакомились и сблизились в партизанском отряде во время Второй мировой войны. После войны их пути разошлись: Никола живёт в Ночера-Инфериоре (Южная Италия), Антонио — в Риме, а Джанни — в Павии (Северная Италия). Единственное, что их связывает теперь, это любовь к Лучане, в которую все они влюблены. Кто будет тот, с кем она свяжет свою жизнь? Удастся ли боевым друзьям сохранить и свою дружбу, и свою любовь, которая некогда объединяла их сердца?..

## Структура
Сюжет строится как ретроспекция: постаревшие герои (Никола, Антонио и Лучана) наведываются к Джанни, не ведая о том, что он разбогател и живёт в одиночестве на роскошной вилле. Джанни прыгает в бассейн: следует стоп-кадр, и далее действие отодвигается в эпоху Второй мировой войны, а затем следует за перипетиями итальянской истории.
Фильм представляет собой оммаж послевоенному итальянскому кинематографу, в первую очередь неореализму. В фильме воссозданы съёмки знаменитого эпизода из фильма Федерико Феллини «Сладкая жизнь» с купанием героев в фонтане Треви. В реконструкции снялись Феллини и Мастроянни; кроме того, в другом эпизоде присутствует Витторио Де Сика, которому и посвящена картина.

## В ролях
| Актёр                | Роль              |
| -------------------- | ----------------- |
| Нино Манфреди        | Антонио           |
| Витторио Гассман     | Джанни Перего     |
| Стефания Сандрелли   | Лучана Дзанон     |
| Стефано Сатта Флорес | Никола Палюмбо    |
| Джованна Ралли       | Элиде Катеначчи   |
| Альдо Фабрици        | Ромольо Катеначчи |